# Paltsavaara
Paltsavaara är en kulle i Finland.  Den ligger i Enare kommun i landskapet Lappland, i den norra delen av landet, 1 000 km norr om huvudstaden Helsingfors. Toppen på Paltsavaara är 410 meter över havet, eller 94 meter över den omgivande terrängen. Bredden vid basen är 2,1 km.
Terrängen runt Paltsavaara är huvudsakligen lite kuperad. Trakten runt Paltsavaara är nära nog obefolkad, med mindre än två invånare per kvadratkilometer.